# Астанинская ТЭЦ-1
Астанинская ТЭЦ-1 или ТЭЦ-1 Астана — теплоэлектроцентраль, расположенная в городе Астана, столице Казахстана. Принадлежит акционерному обществу «Астана-Энергия» (зарегистрировано как юридическое лицо 4 ноября 2004 года).

## Эксплуатация
Расположена в южной промзоне Астаны. Введена в эксплуатацию в конце декабря 1961 года под названием Акмолинская ТЭЦ-1: на станции были установлены одна турбина и один котёл. Располагала 10 котлами и тремя турбинами суммарной мощностью 22 МВт. Вместе с ТЭЦ-2 отвечает за обеспечение теплом города.
В 2020 году компания «Сибэнергомаш» начала разработку реконструкции 16 котлов на ТЭЦ-1 и ТЭЦ-2 в рамках газификации Астаны (тогда ещё Нур-Султана). В декабре того года были запущены три водогрейных котла ПТВМ-100 (котлоагрегаты №№ 8-10), переведённые на газ: была установлена АСУТП на базе ПТК «Торнадо-N» и интеллектуальными шкафами местного розжига горелок производства российской компании «Модульные Системы Торнадо». Параллельно на тот момент велась разработка документации на реконструкцию паровых котлов типов Е-65−3,9−440 КТ и водогрейных котлов типов КВ-Т-128−150 (окончание работ было заявлено на 2021 год).
К началу 2023 года все водогрейные котлы были переведены на газ, также были на него переведены ещё три газомазутных котла, что повысило прирост теплоэнергии на 50 Гкал.